# 올림픽 스키점프
올림픽 스키점프는 올림픽에서 스키점프로 경기를 겨루는 올림픽 경기 종목이다. 스키점프는 모든 동계 올림픽 프로그램에 포함되었다. 1924년부터 1956년까지 이 대회에서는 각 게임 에디션마다 길이가 다른 한 언덕에서 뛰어내리는 것이 포함되었다.
대부분의 역사가들은 이 길이를 70미터로 보고 이를 큰 언덕으로 분류했다. 스위스 FIS 사무소의 최근 정보에 따르면 1924년부터 1956년까지의 K-포인트가 다음과 같이 결정되었다. 1960년 스키점프장은 80m로 표준화됐다. 1964년에는 두 번째 스키점프인 70m 노멀힐(K90)과 80m(K120) 대형힐이 추가됐다. 1968년에 큰 언덕길의 길이가 80m에서 90m로 늘어났다(K120). 1988년에 팀 라지힐 종목이 추가되었다. 1992년까지 스키점프 대회는 스키점프에서 출발하기 전의 달리기 거리(각각 노멀힐 90m, 라지힐 120m) 대신 K-포인트 거리로 참조되었고 그 이후로 계속 이 거리가 유지되고 있다. 2006년 동계올림픽에서는 노멀힐이 HS106(K95), 라지힐이 HS140(K125)으로 지정됐다.
2011년 4월 6일, 국제 올림픽 위원회(IOC)는 러시아 소치에서 열리는 2014 동계 올림픽의 공식 올림픽 프로그램에 여자 스키점프를 공식적으로 승인했다. 2014년 2월 11일, 독일의 카리나 포그트(Carina Vogt)가 동계 올림픽 여자 스키점프 부문 첫 금메달을 획득했다.

## 메달 집계
| 순위 | 국가           | 금메달 | 은메달 | 동메달 | 합계 |
| ---- | -------------- | ------ | ------ | ------ | ---- |
| 1    | 핀란드         | 10     | 8      | 4      | 22   |
| 2    | 노르웨이       | 9      | 9      | 12     | 30   |
| 3    | 오스트리아     | 6      | 9      | 10     | 25   |
| 4    | 독일           | 5      | 3      | 1      | 9    |
| 5    | 스위스         | 4      | 1      | 0      | 5    |
| 6    | 일본           | 3      | 5      | 3      | 11   |
| 7    | 폴란드         | 3      | 3      | 1      | 7    |
| 8    | 동독           | 2      | 3      | 2      | 7    |
| 9    | 체코슬로바키아 | 1      | 2      | 4      | 7    |
| 10   | 독일 연합      | 1      | 0      | 1      | 2    |
| 11   | 소련           | 1      | 0      | 0      | 1    |
| 12   | 슬로베니아     | 0      | 1      | 2      | 3    |
| 13   | 스웨덴         | 0      | 1      | 1      | 2    |
| 13   | 유고슬라비아   | 0      | 1      | 1      | 2    |
| 14   | 미국           | 0      | 0      | 1      | 1    |
| 14   | 프랑스         | 0      | 0      | 1      | 1    |
| 합계 | 합계           | 46     | 46     | 44     | 135  |

## 세부 종목
| 종목               | 24 | 28 | 32 | 36 | 48 | 52 | 56 | 60 | 64 | 68 | 72 | 76 | 80 | 84 | 88 | 92 | 94 | 98 | 02 | 06 | 10 | 14 | 계 |
| ------------------ | -- | -- | -- | -- | -- | -- | -- | -- | -- | -- | -- | -- | -- | -- | -- | -- | -- | -- | -- | -- | -- | -- | -- |
| 남자 노멀힐 개인전 |    |    |    |    |    |    |    |    | •  | •  | •  | •  | •  | •  | •  | •  | •  | •  | •  | •  | •  | •  | 13 |
| 남자 라지힐 개인전 | •  | •  | •  | •  | •  | •  | •  | •  | •  | •  | •  | •  | •  | •  | •  | •  | •  | •  | •  | •  | •  | •  | 22 |
| 남자 라지힐 단체전 |    |    |    |    |    |    |    |    |    |    |    |    |    |    | •  | •  | •  | •  | •  | •  | •  | •  | 8  |
| 여자 노멀힐 개인전 |    |    |    |    |    |    |    |    |    |    |    |    |    |    |    |    |    |    |    |    |    | •  | 1  |
| 합계               | 1  | 1  | 1  | 1  | 1  | 1  | 1  | 1  | 2  | 2  | 2  | 2  | 2  | 2  | 3  | 3  | 3  | 3  | 3  | 3  | 3  | 4  |    |

## 참고 자료
- “스키점프”. SR/Olympic Games. 2009년 1월 6일에 원본 문서에서 보존된 문서. 2011년 12월 16일에 확인함.
- “스키점프”. 국제 올림픽 위원회.